# Thomas Knoll
Thomas Knoll é um engenheiro de software estadunidense nascido em Ann Arbor, Michigan, sendo mais conhecido por ter iniciado o desenvolvimento do Photoshop (com seu irmão John Knoll), hoje propriedade da Adobe Systems. Ele continua como chefe da equipe de desenvolvimento até a versão CS4.
Sua esposa, Ruth Knoll, é a fundadora da Summers-Knoll School, uma escola de ensino fundamental na cidade de Ann Arbor que segue os princípios da pedagogia libertária.

## Photoshop
Thomas Knoll era um candidato a doutorado em computação e estava tentando escrever, em separado de sua tese de doutorado, um programa de computador para exibir imagens em escala de cinza em um monitor em preto e branco. Como não havia relação nenhuma com sua tese de doutorado, ele achou que não valia a pena. O programa foi batizado de "Display", e Thomas o programou em casa, em seu computador Macintosh Plus pessoal. O programa chamou a atenção de seu irmão John, que trabalhava na Industrial Light and Magic de George Lucas, que pediu a Thomas para que fizesse com que o programa fosse capaz de processar arquivos de imagem digital.
Com a ajuda do pai, um professor da Universidade de Michigan, John comprou um Macintosh II, o primeiro computador com monitor colorido para Thomas, que reescreveu o programa "Display" para funcionar com cores. A partir daí, John e Thomas passaram a colaborar na expansão do software. Até 1988, Thomas estava relutante em lançar o programa comercialmente, por achar que não valia a pena. O nome "Photoshop" veio depois, após muitas mudanças de nome; todos os nomes pensados por Thomas já haviam sido usados por outros programas. Ao conversar com um amigo e dizer que ele não sabia que nome dar, esse amigo (que Thomas não lembra quem foi) sugeriu "PhotoShop", e assim o programa foi batizado.
John começou a procurar por alguma empresa interessada em investir no software no Silicon Valley, distribuindo versões de demonstração do programa, enquanto continuava a pressionar Thomas a incluir novas funcionalidades. John chegou a incluir um manual, escrito por ele próprio, para ajudar na compreensão do software. John conseguiu atrair a atenção de uma empresa fabricante de scanners chamada Barneyscan. Um acordo foi fechado e a primeira distribuição do programa foi chamada "Barneyscan XP", com cerca de 200 cópias.
Pouco tempo depois, John foi contactado pela Apple Inc., onde o programa havia feito sucesso entre os engenheiros, para deixar algumas cópias. Os engenheiros da Apple fizeram várias cópias e distribuíram entre os amigos — este foi o primeiro caso de pirataria do Photoshop que se tem notícia. A Adobe, seduzida pelas funcionalidades do programa, acabou por comprar o Photoshop, lançando a versão 1.0 em 1990.